# Kabupaten de Landak
Le kabupaten de Landak, en indonésien Kabupaten Landak, est un kabupaten de la province indonésienne de Kalimantan occidental dans l'île de Bornéo, de même géographie que la principauté de Landak. Son chef-lieu est Ngadang.
Le kabupaten a été créé par détachement de celui de Pontianak en 1999. Sa superficie est de 9 909,10 km2. Sa population est d'un peu plus de 282 000 habitants. Landak est à son tour divisé en dix kecamatan et 174 desa.

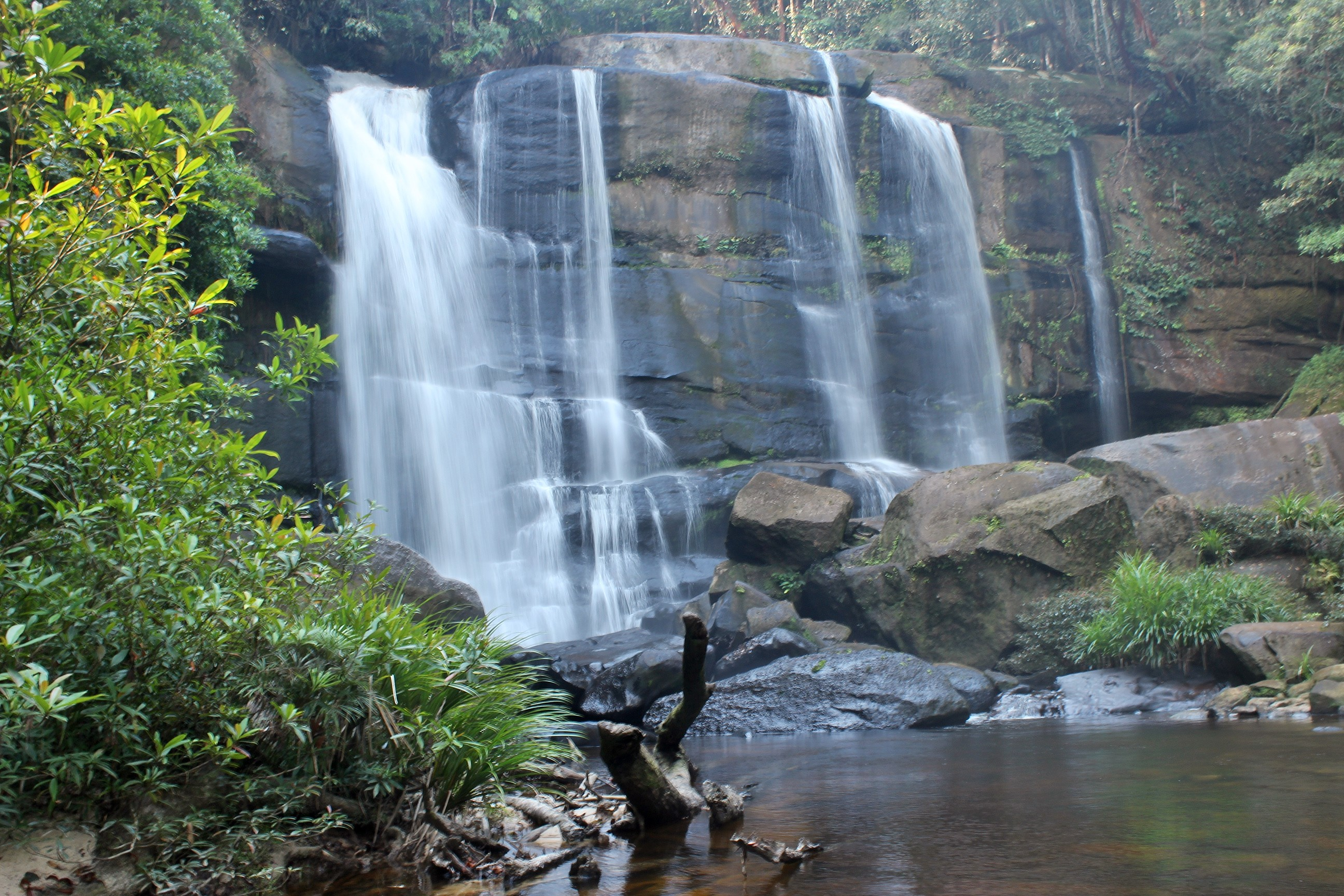
Cascade de Rombo Dait

## Population
La majorité de la population est constituée de divers groupes communément désignés par le vocable de dayak. Le reste est constitué de Chinois et de Malais.

## Histoire
Landak est un ancien royaume, selon la tradition fondé en 1292.